# Norte de California
Norte de California (en inglés Northern California, abreviada NorCal) es una región geográfica y cultural de la parte norte del estado de California (Estados Unidos). Abarca casi todos los condados con excepción de los 10 que son parte de la región del Sur. Sus características más conocidas son el bello litoral, el clima mediterráneo, la baja densidad de la población (excepto por las áreas metropolitanas de San Francisco y Sacramento) y los bosques.

## Véase también

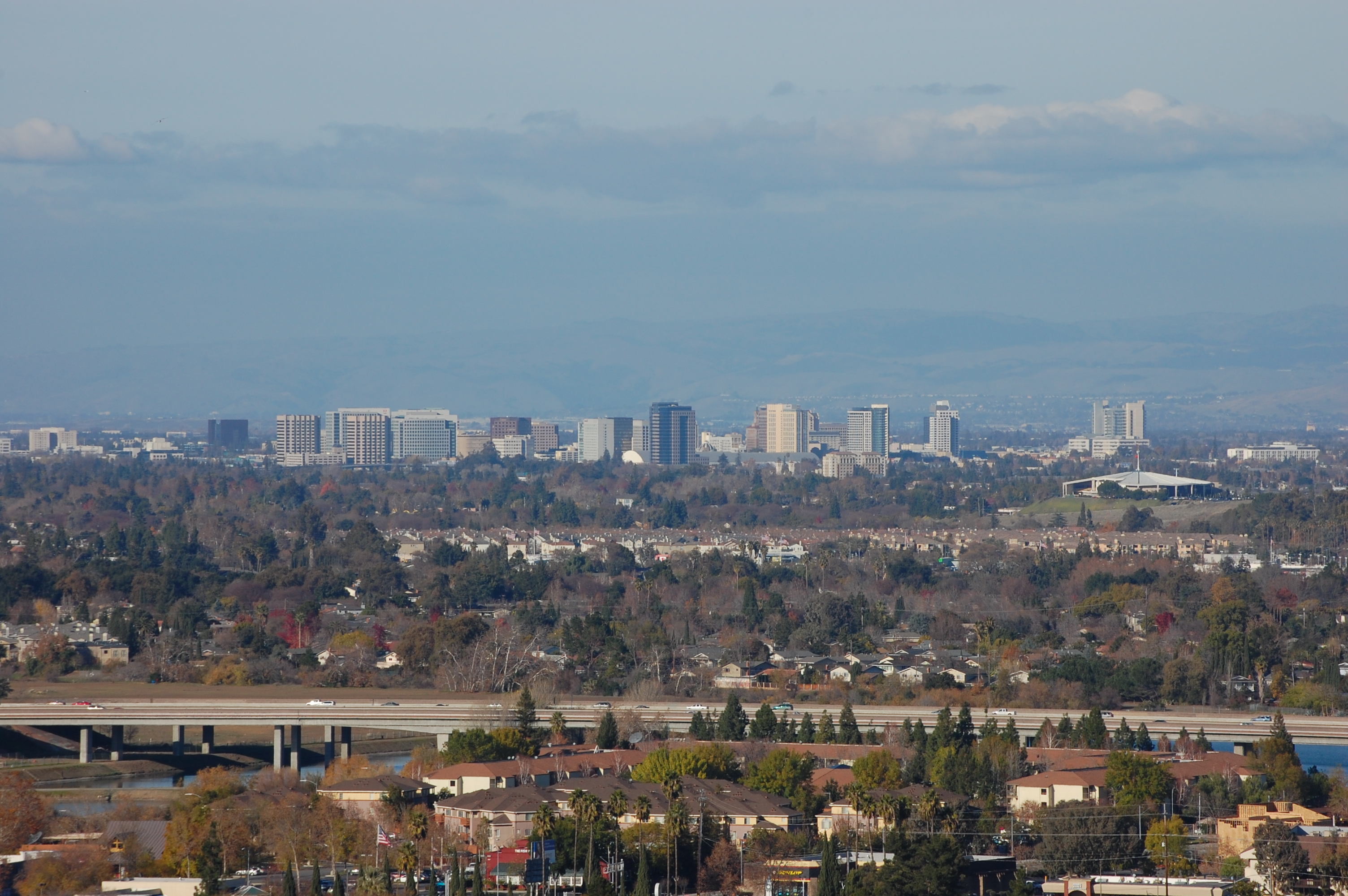
San José es la principal ciudad de la región.

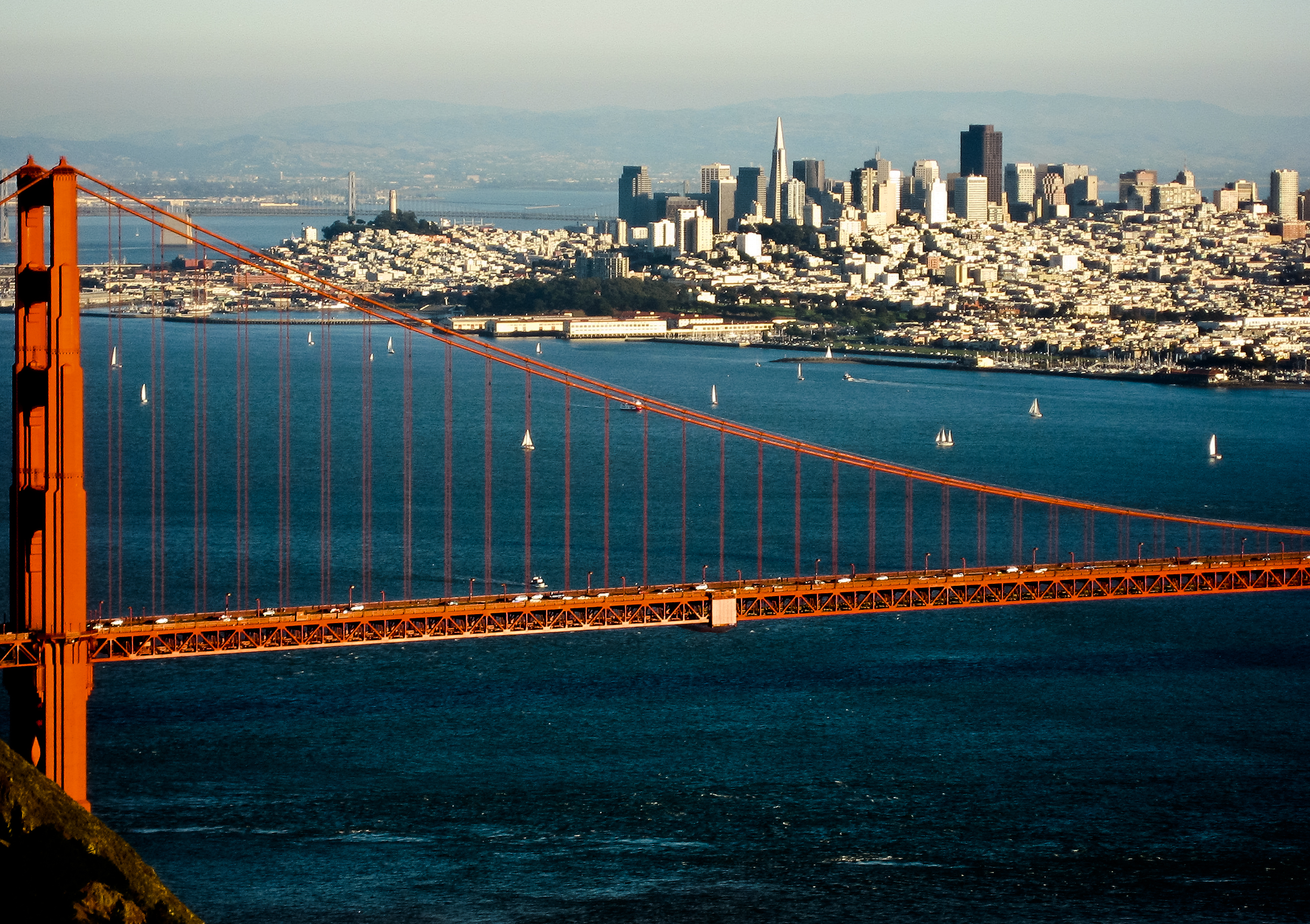
San Francisco

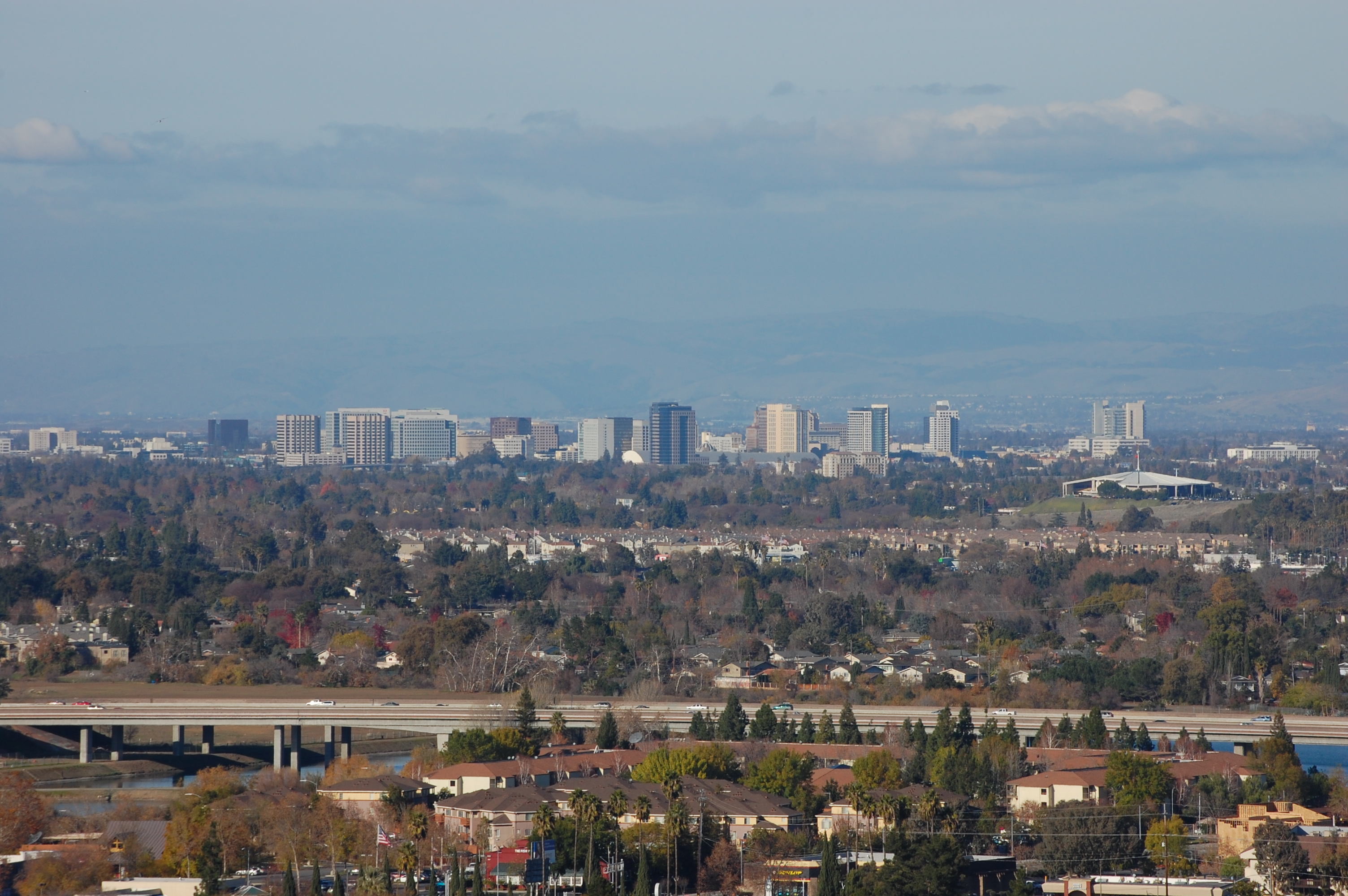
San José

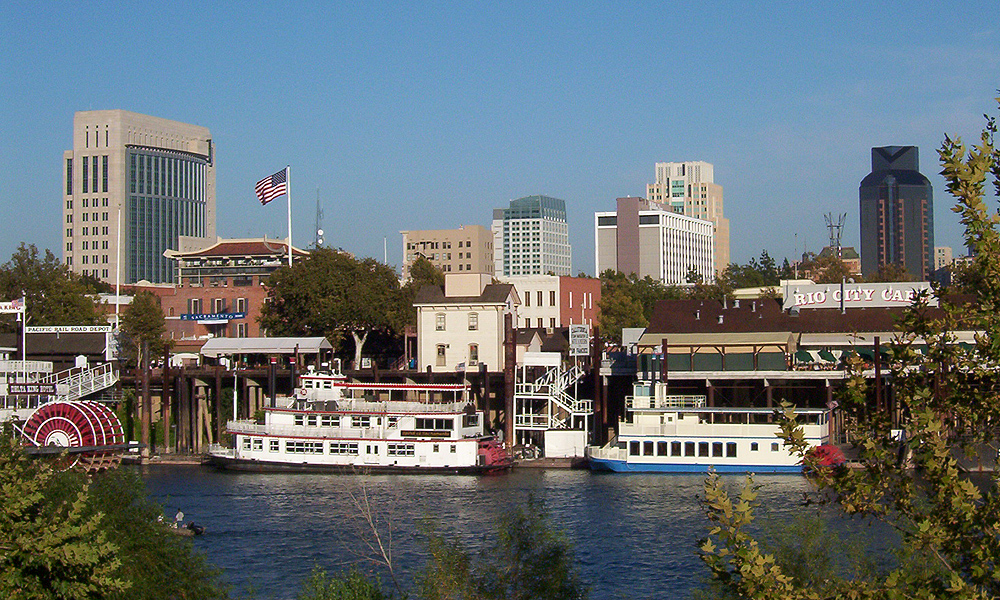
Sacramento

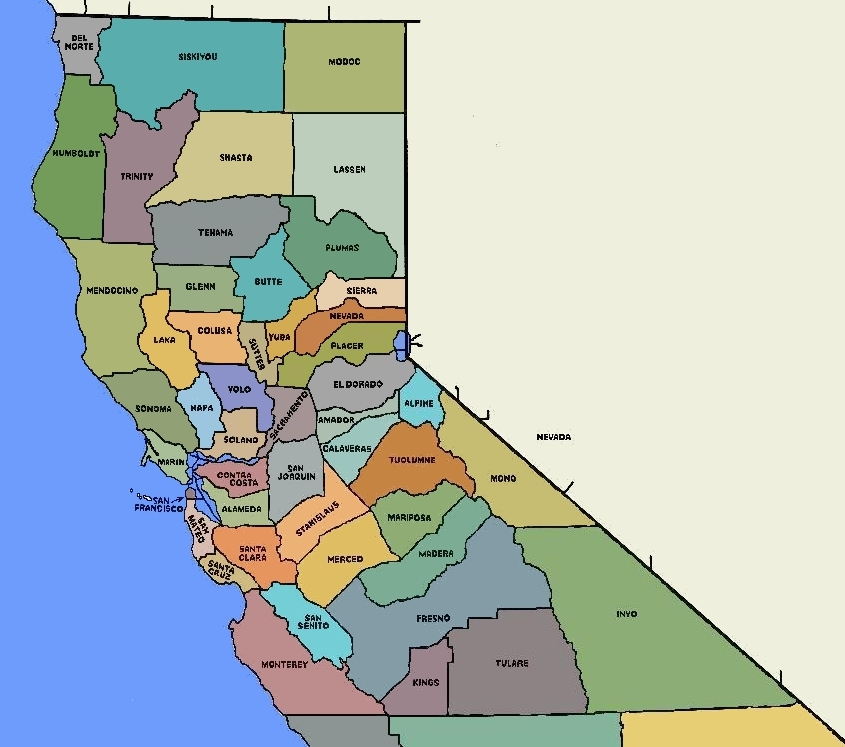